# Polymixis rediens
Polymixis rediens là một loài bướm đêm trong họ Noctuidae.